# Wattora
Il wattora (simbolo Wh o W·h sebbene poco diffusa nella pratica) è l'unità di misura dell'energia elettrica, definita come l'energia complessiva fornita qualora una potenza elettrica di un watt sia mantenuta per un'ora. Non fa parte del sistema internazionale, che per la misura dell'energia prevede l'utilizzo del joule, e in pratica sono utilizzati solo alcuni suoi multipli, in particolare il chilowattora o kilowattora (simbolo kWh) ed il megawattora (simbolo MWh) sono usati come unità di vendita dell'energia elettrica da parte delle aziende elettriche agli utenti e nel settore commerciale in generale.

## Definizione
Un wattora è l'energia complessivamente fornita da una potenza elettrica di un watt in un'ora. Un wattora è quindi equivalente a:
{\displaystyle 1\ \mathrm {Wh} =1\ \mathrm {W} \cdot 1\ \mathrm {h} =1\ \mathrm {W} \cdot 3600\ \mathrm {s} =1\ {\mathrm {J}  \over \mathrm {s} }\cdot 3600\ \mathrm {s} =3600\,\mathrm {J} }L'unità di misura dell'energia nel Sistema internazionale (SI) è il joule. Siccome l'ora (simbolo h) è un'unità esterna al SI, sebbene tollerata, allora anche il wattora con i suoi multipli è un'unità non-SI.

## Esempi

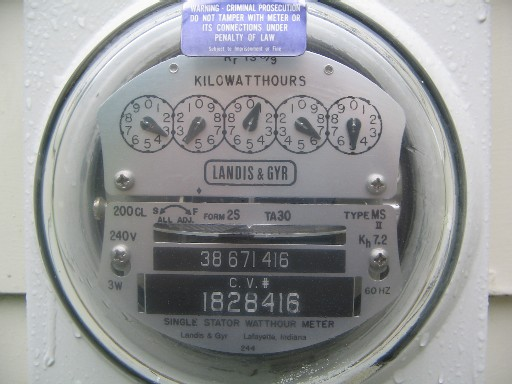
Contatore elettrodinamico di energia elettrica a lettura analogica. La lettura è di.

Una stufa da 1 000 watt (1 kW) accesa per un'ora consuma 1 kWh di energia, equivalente a 3,6 MJ (3600 kJ). L'energia elettrica viene venduta in chilowattora; il costo di esercizio dovuto al consumo energetico è il prodotto della potenza in kW moltiplicata per il tempo in ore e del prezzo per chilowattora consumato. Il prezzo unitario dell'energia elettrica può dipendere dalla potenza massima che contrattualmente può essere assorbita e dalla fascia oraria di consumo nella giornata.. Gli utilizzatori industriali possono anche avere costi aggiuntivi in base al loro utilizzo massimo e al fattore di potenza.

## Multipli e conversione tra unità
Come già detto vengono usati soprattutto suoi i multipli, in particolare chilowattora, megawattora, gigawattora e terawattora per quanto riguarda la produzione e la vendita di energia. Il milliwattora (mWh) è, a volte, usato per indicare il contenuto energetico delle pile stilo e mini stilo.
| Multiplo | Nome         | Simbolo secondo NIST | Simbolo pratico | valore in joule | Ordini di grandezza                                             |
| -------- | ------------ | -------------------- | --------------- | --------------- | --------------------------------------------------------------- |
| 10−3     | milliwattora | mW·h                 | mWh             | 3,6             | 100~500: l'energia che può essere fornita da una pila a bottone |
| 100      | wattora      | W·h                  | Wh              | 3,6×103         | 10~20: consumo orario di una lampada a risparmio energetico     |
| 103      | chilowattora | kW·h                 | kWh             | 3,6×106         | Unità di fatturazione dell'energia elettrica                    |
| 106      | megawattora  | MW·h                 | MWh             | 3,6×109         | Consumo energetico annuo tipico di una famiglia                 |
| 109      | gigawattora  | GW·h                 | GWh             | 3,6×1012        | Energia consumata da un'attività industriale                    |
| 1012     | terawattora  | TW·h                 | TWh             | 3,6×1015        | Energia prodotta da una centrale elettrica                      |
| 1015     | petawattora  | PW·h                 | PWh             | 3,6×1018        | Energia consumata/prodotta da un grande stato                   |

Il wattora misura una quantità di energia, mentre il watt misura una potenza. Una potenza di 1 W erogata (o richiesta) per 1 secondo comporta una quantità di energia di 1 joule (in un'ora saranno quindi prodotti, o consumati, 3600 J che equivalgono a 1 Wh). Il GWh/a pur avendo formalmente le dimensioni di una potenza rappresenta l'energia totale erogata in media ogni anno da una centrale elettrica, tenendo conto dei momenti in cui essa non è in funzione o non fornisce piena potenza.
|            | kJ     | Wh                                | kWh                                | BtuIT   | kcalIT  |
| ---------- | ------ | --------------------------------- | ---------------------------------- | ------- | ------- |
| 1 kJ       | 1      | {\displaystyle {\tfrac {1}{3,6}}} | {\displaystyle {\tfrac {1}{3600}}} | ≈0,9478 | ≈0,2388 |
| 1 Wh =     | 3,6    | 1                                 | 10-3                               | ≈3,412  | ≈0,8598 |
| 1 kWh =    | 3 600  | 1 000                             | 1                                  | ≈3 412  | ≈859,8  |
| 1 Btu =    | ≈1,055 | ≈0,2931                           | ≈2,931×10−4                        | 1       | ≈0,2520 |
| 1 kcalIT = | 4,1868 | 1,163                             | 1,163×10−3                         | ≈3,968  | 1       |

## Confusione tra wattora e watt
Alle volte i termini energia e potenza vengono confusi. La potenza è il rapporto tra l'energia (un lavoro) e il tempo per cui viene erogata o assorbita, nel S.I. viene misurata in watt (1 W = 1 J/s). Per produrre potenza in un dato periodo di tempo è richiesta energia.
Ad esempio un carico elettrico (come una lampada, tostapane, motore elettrico, ecc) ha una potenza nominale espressa in watt, che rappresenta la potenza assorbita durante il funzionamento, che equivale al tasso istantaneo con cui l'energia deve essere generata e utilizzata per far funzionare il dispositivo. 
Ad esempio, se una lampadina da 100 watt è accesa per un'ora, l'energia utilizzata è di 100 Wh o 360 kJ. La stessa quantità di energia farebbe illuminare una lampadina da 40 watt per 2,5 ore, o una lampadina a basso consumo energetico da 10 watt per 10 ore.

## Notazione simbolica
L'uso della notazione "kWh" (MWh, GWh, TWh) non è conforme alla notazione del Sistema Internazionale (SI), perché il wattora non fa formalmente parte di questo sistema di unità di misura. Una guida pubblicata nel 2008 dal NIST consiglia di evitare la notazione "kWh" ed estende le regole di scrittura del SI, proponendo la scrittura "kW h" o "kW·h". Nonostante ciò nello stesso documento si cita lo standard ISO 31-0 che suggerisce che, se ciò non causa confusione, si possa omettere lo spazio che indica la moltiplicazione tra due unità, come dimostrato dalla pratica che preferisce simbolo "kWh" piuttosto che "kW·h" o "kW h". La pratica è tanto diffusa che oltre al citato standard ISO, sia lo standard ASTM che il Comitato elettrotecnico italiano (CEI) riconoscono il simbolo Wh e kWh, addirittura il CEI lo prevede in via esclusiva.